# Yxsjön (Järnboås socken, Västmanland)
Yxsjön är en sjö i Nora kommun i Västmanland och ingår i Norrströms huvudavrinningsområde. Sjön är 20 meter djup, har en yta på 0,914 kvadratkilometer och befinner sig 160 meter över havet. Sjön avvattnas av vattendraget Yxsjöbäcken. Vid provfiske har abborre, gers, gädda och sik fångats i sjön.

## Delavrinningsområde
Yxsjön ingår i det delavrinningsområde (661837-144818) som SMHI kallar för Utloppet av Yxsjön. Medelhöjden är 195 meter över havet och ytan är 4,67 kvadratkilometer. Det finns inga avrinningsområden uppströms utan avrinningsområdet är högsta punkten. Yxsjöbäcken som avvattnar avrinningsområdet har biflödesordning 4, vilket innebär att vattnet flödar genom totalt 4 vattendrag innan det når havet efter 244 kilometer. Avrinningsområdet består mestadels av skog (73 procent). Avrinningsområdet har 2,34 kvadratkilometer vattenytor vilket ger det en sjöprocent på 6,3 procent. Bebyggelsen i området täcker en yta av 0,55 kvadratkilometer eller 1 procent av avrinningsområdet.